# Trockizm ortodoksyjny
Trockizm ortodoksyjny - odłam międzynarodowego ruchu trockistowskiego, opierający swoją ideologię i praktykę na filozofii i poglądach politycznych Lwa Trockiego, Włodzimierza Lenina oraz Karola Marksa, odrzucając natomiast dorobek późniejszych działaczy trockistowskich, niekiedy z wyłączeniem niektórych działaczy-założycieli IV Międzynarodówki. 
Pojęcie to pojawiło się pierwszy raz w dokumentach Międzynarodowego Komitetu Czwartej Międzynarodówki (ICFI) po jego uformowaniu się w 1953. Organizacja ta w swoich dokumentach określiła się jako "wywodzącą się z tradycji trockizmu ortodoksyjnego" i wezwała identyfikujących się z tą tradycją do wstąpienia do swoich szeregów. Grupa ta przeciwstawiła pojęcie ortodoksyjnego trockizmu "pablizmowi", tj. koncepcjom politycznym Michela Pablo, zaakceptowanym w tym czasie przez zarząd Międzynarodówki wbrew opiniom założycieli ISFI.
Żadna inna grupa trockistowska nie uznała ortodoksyjnego trockizmu za swoją podstawę ideową, zaś sam ISFI poważnie ucierpiał liczebnie po odejściu z organizacji jej największej, amerykańskiej sekcji w 1963, a następnie kolejnych rozłamach (odeszły grupy brytyjska i francuska). Powodem tych trudności były kontrowersje wokół oceny Programu przejściowego. Zwolennicy pełnej ortodoksji nie zdołali wówczas przekonać rozłamowców, że dokument ten, jako że został przyjęty przez IV Międzynarodówkę, powinien nadal być podstawą taktyki i strategii trockistów. Do dzisiaj przerzedzony ICFI określa się jako jedyna istniejąca grupa ortodoksyjnych trockistów. Wiele organizacji trockistowskich uważa jednak, że słowa te nie mają już większego znaczenia,.